# لنینسک-کوزنتسکیی
شهر لنینسک-کوزنتسکی (به روسی: Ленинск-Кузнецкий) در کشور روسیه و در اوبلاست کمروو واقع شده‌است.